# Kreuz von Gosforth

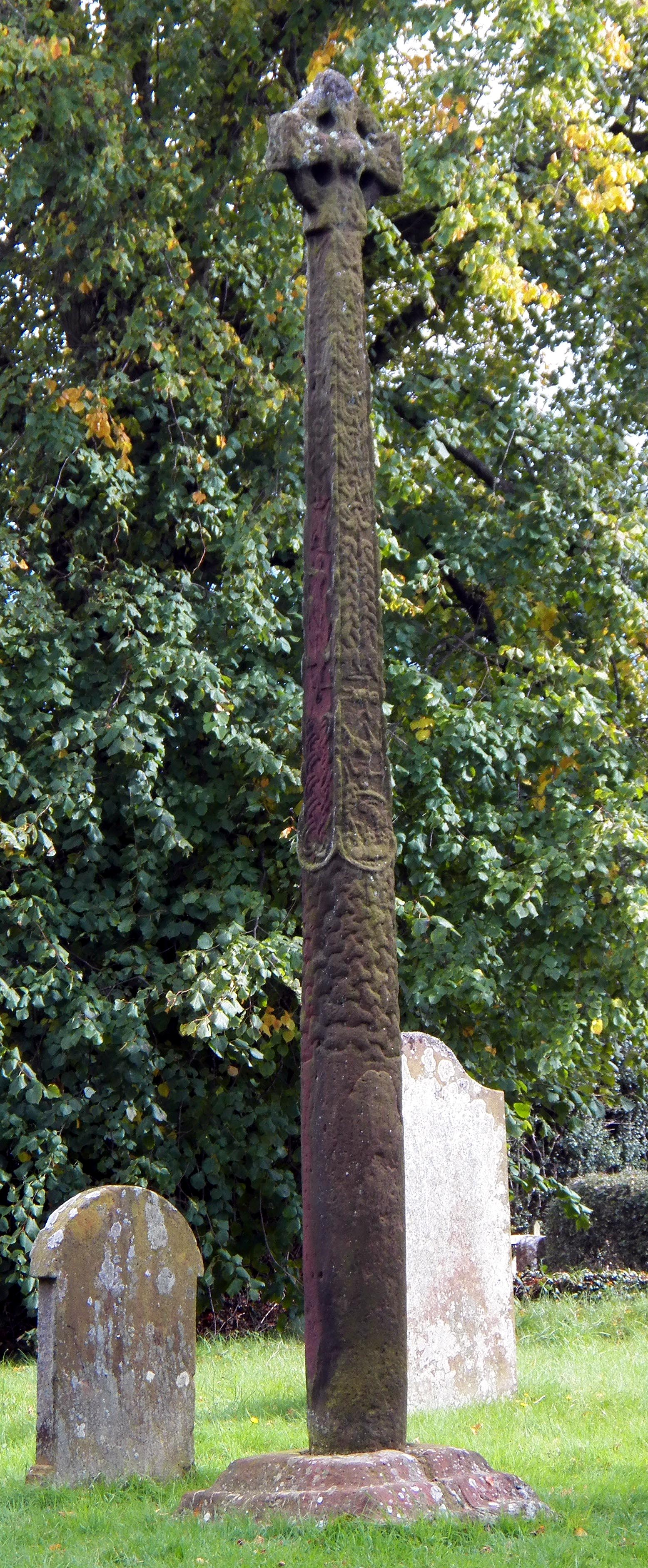
Gosworth-Kreuz

Das Kreuz von Gosforth (englisch Gosforth cross) ist ein angelsächsisches Steinkreuz in Form eines irischen Hochkreuzes in Gosforth in der Grafschaft Cumbria in England. Es ist 4,4 Meter hoch und aus rotem Sandstein. Das Kreuz wurde wahrscheinlich um 920/950 errichtet und ist eines der höchsten bekannten Kunstwerke aus der Zeit vor der normannischen Eroberung Englands. Es wurde 1886 erstmals beschrieben und steht heute weiterhin auf dem Kirchhof der St Mary’s Church in Gosforth. Eine originalgetreue Kopie steht im Victoria and Albert Museum in London.

## Darstellung
Auf dem Kreuz sind neben einer christlichen Darstellung (Kreuzigung) verschiedene Szenen aus der nordischen Mythologie dargestellt. Die untersten Figuren stellen vermutlich den gefesselten Loki und seine Frau Sigyn dar, die ihn vor dem herabtropfenden Gift schützt, das ihm die Götter als Rache für Balders Tod senden. Eine andere Figur zeigt möglicherweise Odin, der am Weltende gegen ein Ungeheuer kämpft.